# Contea di Cheongyang
La contea di Cheongyang (Cheongyang-gun; 청양군; 靑陽郡) è una delle suddivisioni della provincia sudcoreana del Sud Chungcheong.